# پرچم (گل)

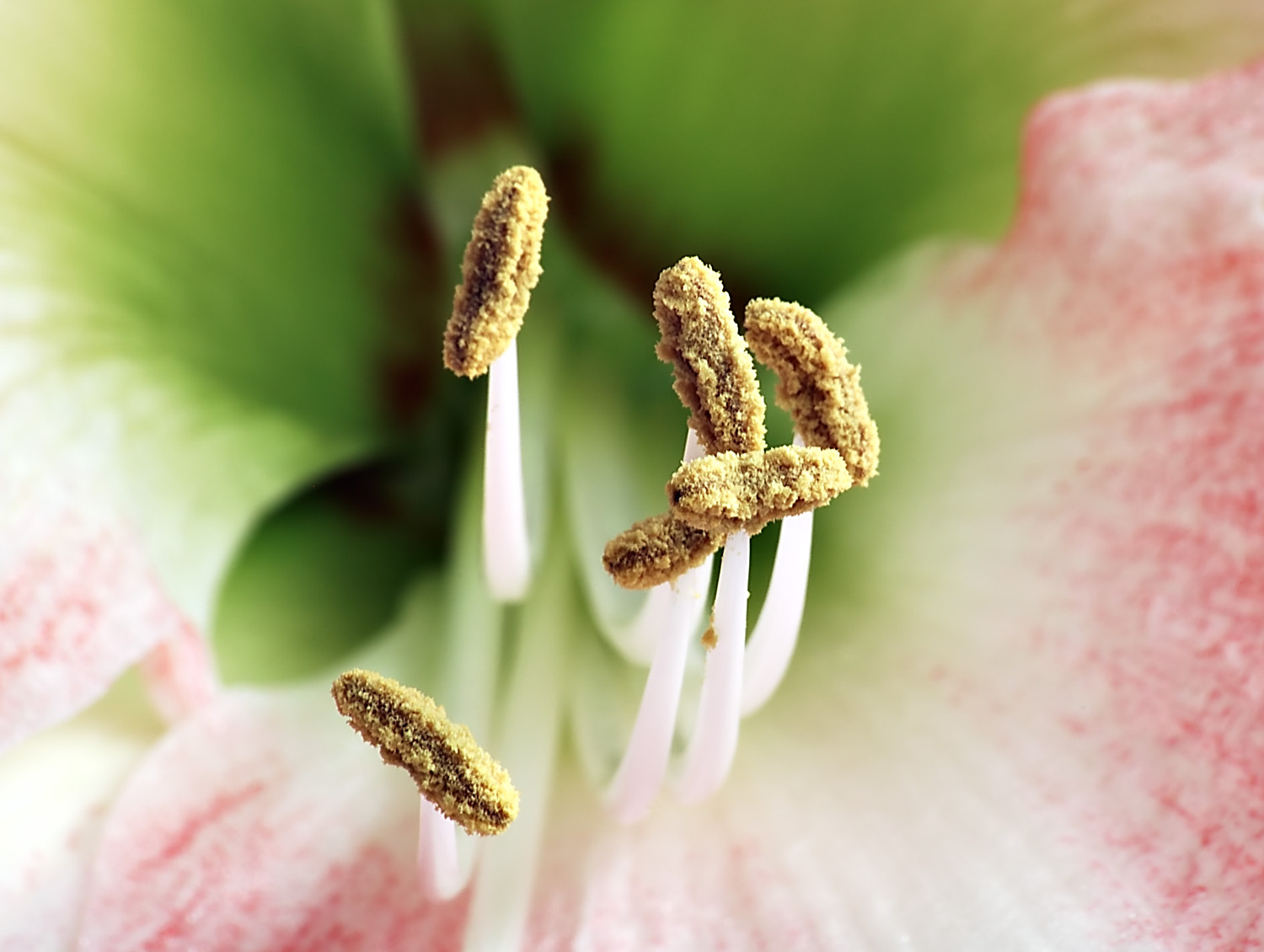
پرچم‌های گل نرگس با بساکهای برجستهٔ حامل گرده.

به اندام نر گیاهان در تولید مثل جنسی پرچم می‌گویند.
دستگاه زایای نر شامل عضو تولید مثل نر گیاه است که پرچم نام دارد و جایگاهش در خارج دستگاه زایای ماده و داخل جام گل است (بین مادگی و گلبرگ). هر پرچم از دو بخش بساک و میله تشکیل شده‌است. بساک غالباً شامل ۴ کیسه حاوی دانه‌های گرده است که کیسه بساک گفته می‌شود.
پرچم‌ها در وسط گل‌ها به شکل میله‌های باریک و بلندی هستند که برجستگی‌های کوچکی در نوک آن‌ها دیده می‌شود. روی برجستگی‌های نوک پرچم گرد زرد رنگی وجود دارد که اگر به آنها دست زده شود، به انگشتان می‌چسبند.
بساک مهمترین بخش پرچم است که در آن دانه‌های گرده تشکیل می‌شوند. در هر بساک غالباً دو حجره اصلی وجود دارد که هر کدام از آنها به نوبه خود دارای دو حجره کوچکتر به نام کیسه گرده است. درون کیسه‌های گرده دانه‌های گرده تولید می‌شود. کار پرچم گرده افشانی است

## جای‌گیری

نمودگاری از اجزاء گل: ۱. نهنج ۲. کاس‌برگ ۳. گل‌برگ ۴. پرچم ۵. کلاله

گونه‌های جایگیری پرچم‌ها در گل:
روبه‌گل‌برگی: که پرچم‌ها رو به روی گل‌برگها قرار دارند.
روبه‌کاس‌برگی: پرچمها رو به روی کاس‌برگها و در نتیجه متناوب با گل‌برگ‌ها قرار می‌گیرند.
نهان‌پرچم‌ها: پرچم‌ها در درون لوله گل قرار می‌گیرند و دیده نمی‌شوند و گل‌برگ‌ها به هم پیوسته هستند.
پیداپرچم‌ها: پرچم‌ها به وضوح دیده می‌شوند و گل‌برگ‌ها جدا از یکدیگر هستند.

## پرچم
با جداسازی پرچم زعفران از بقیهٔ اجزای گل زردی زعفران به دست می‌آید.
گل زعفران شامل ۶ گلبرگ بنفش و سه پرچم زرد و کلاله سه‌شاخه قرمزرنگ است. پرچم‌ها به دلیل اینکه از میان گلبرگ‌ها جدا شده‌اند بوی زعفران را با خود به همراه دارند. کشاورزان معمولاً هنگام درو پرچم زعفران را دور می‌ریزند اما این پرچم‌ها به دلیل داشتن ترکیبات خاصی مانند کروستین خواص آنتی‌اکسیدان و ضدسرطانی دارند.

## نگارخانه

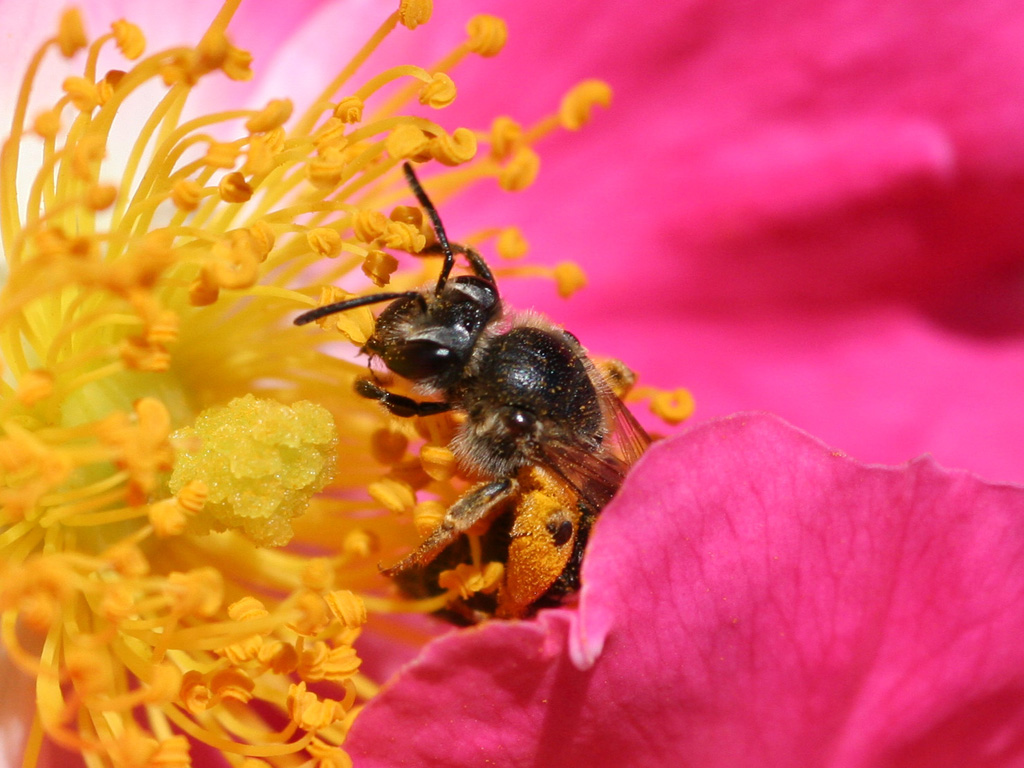
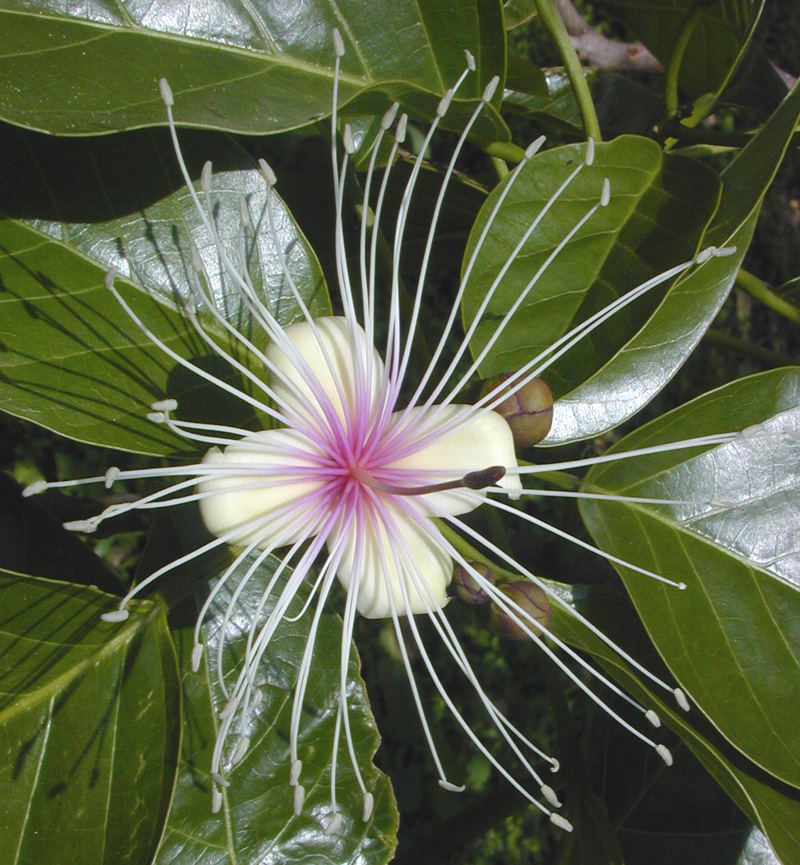
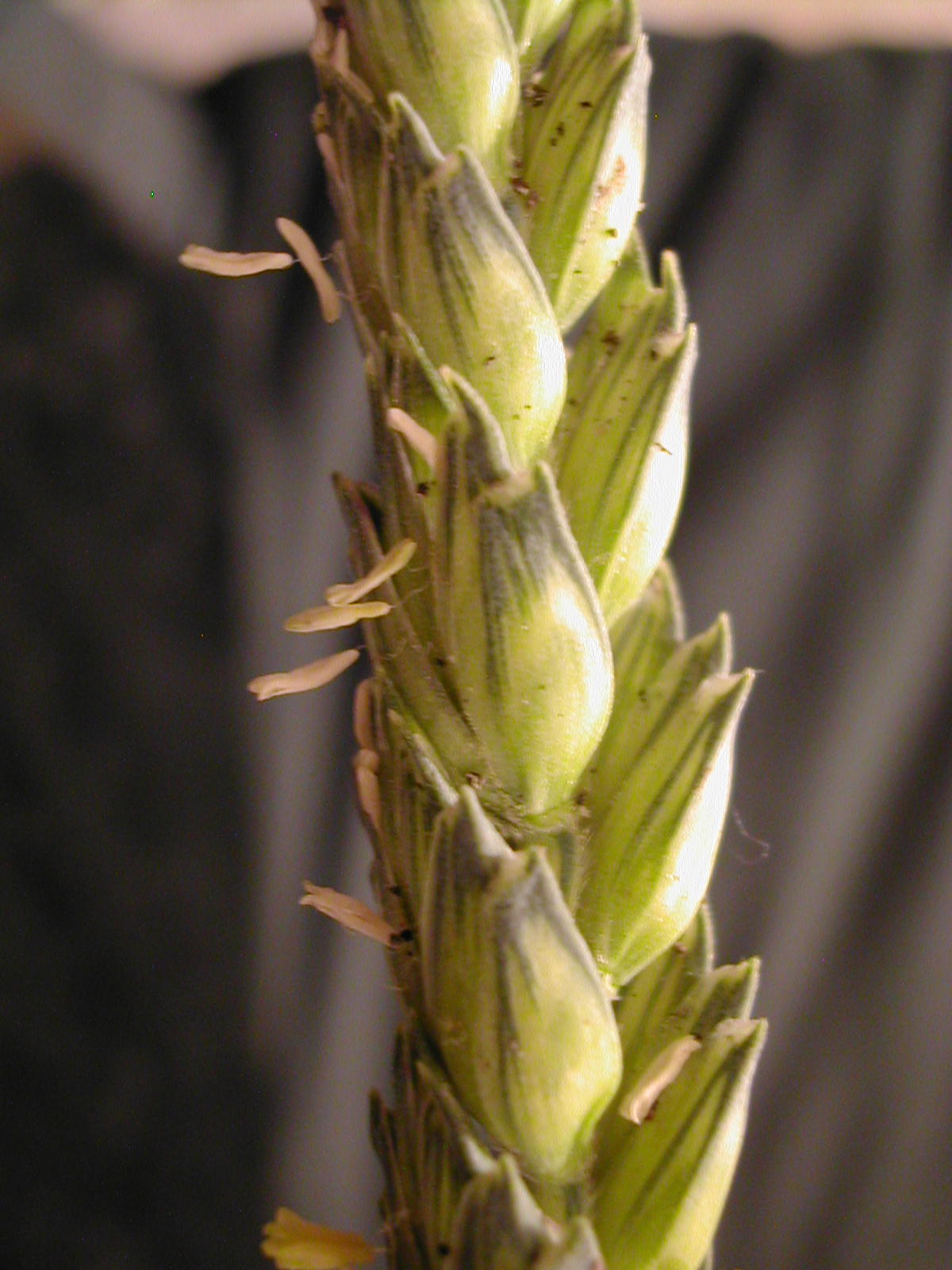
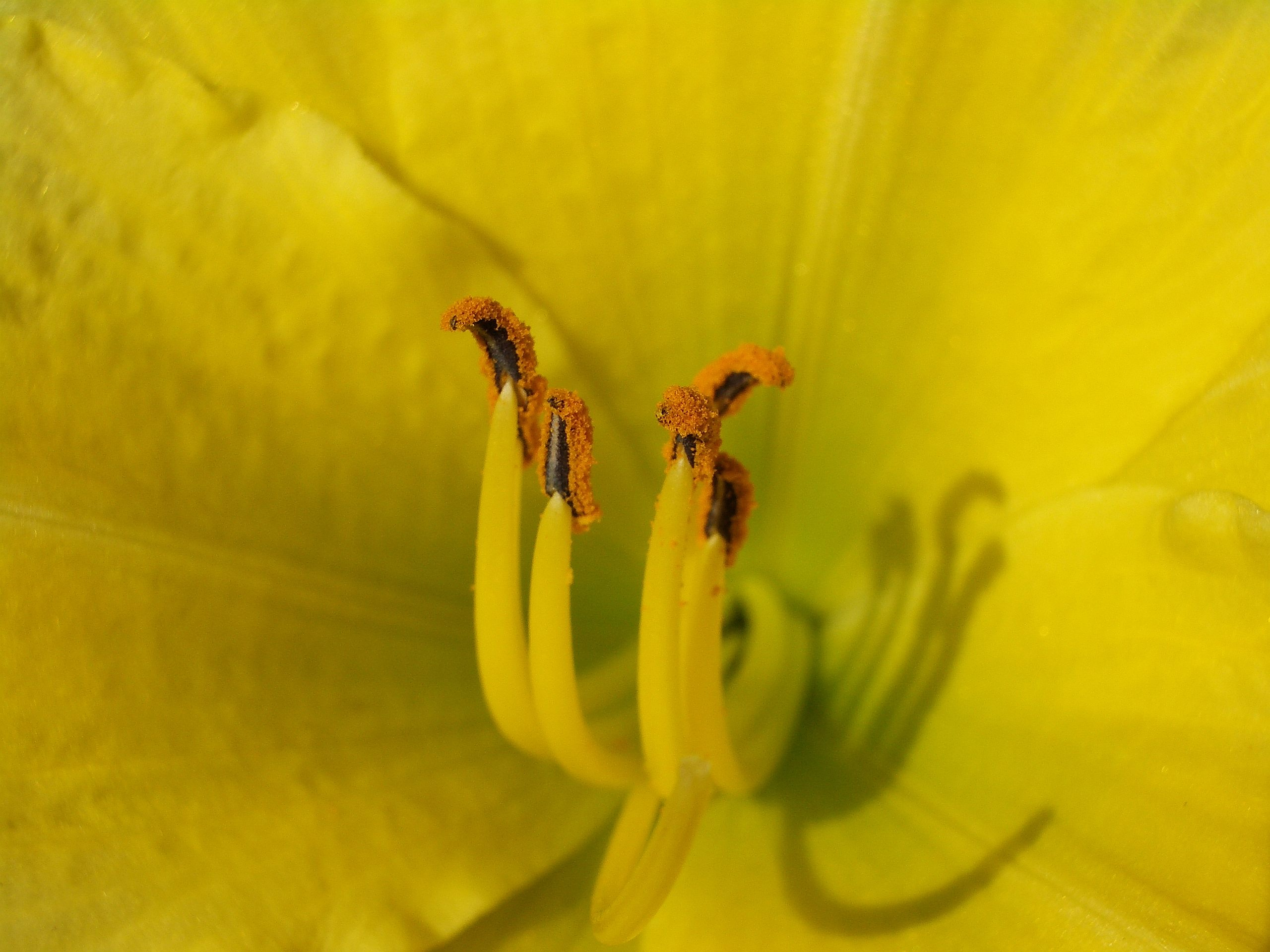
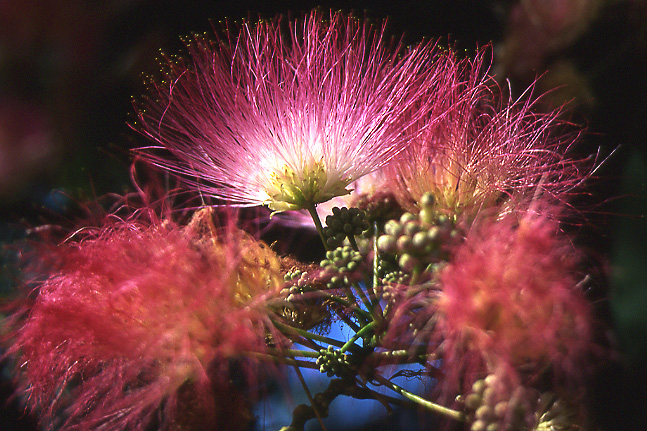
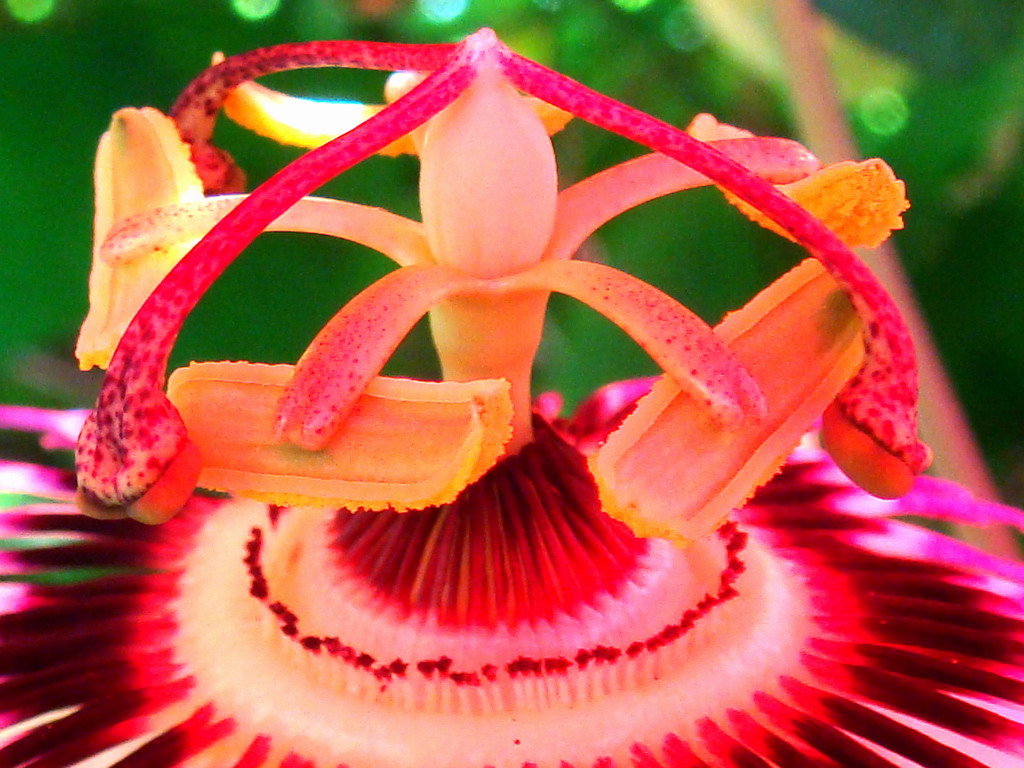
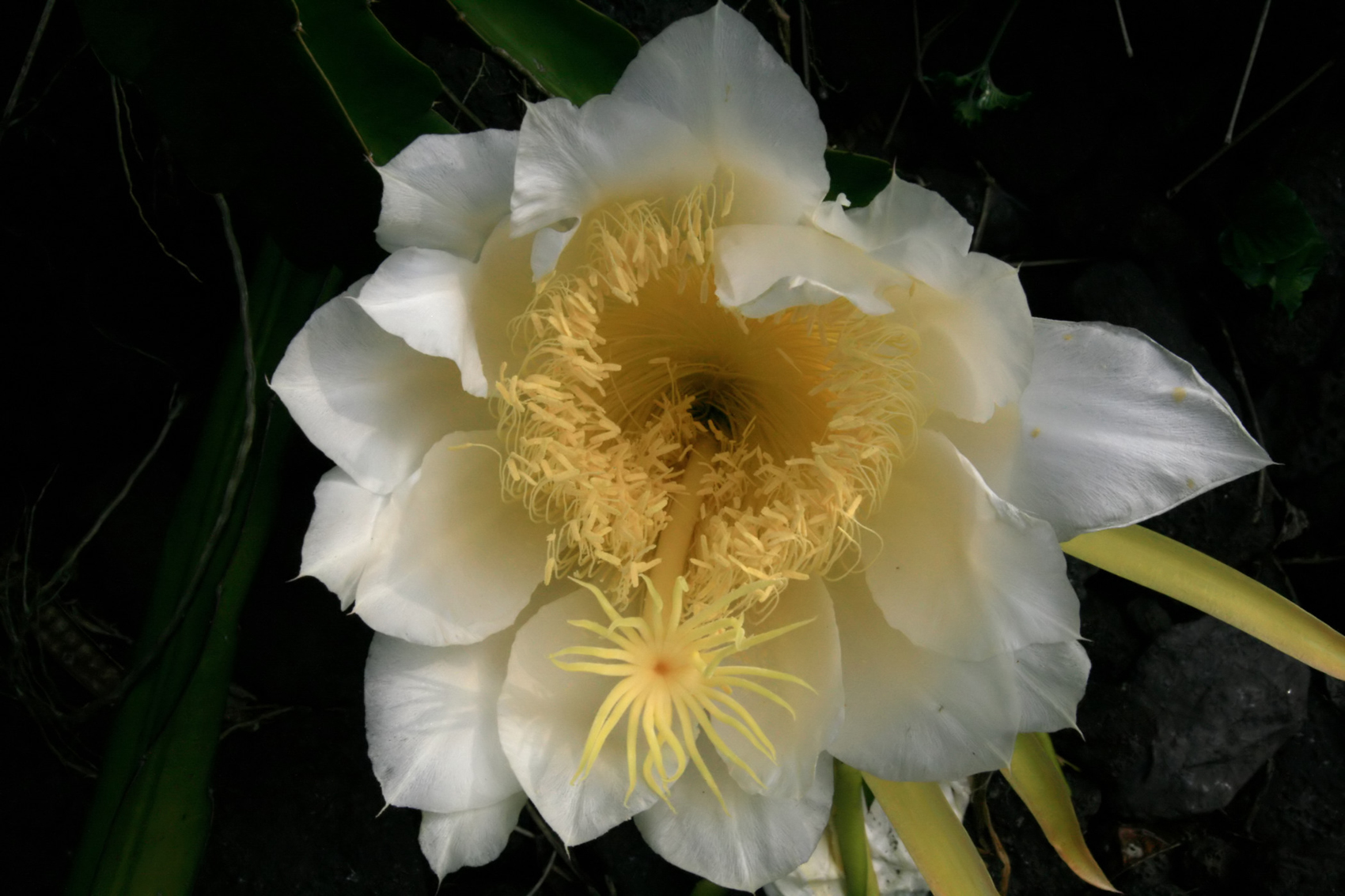
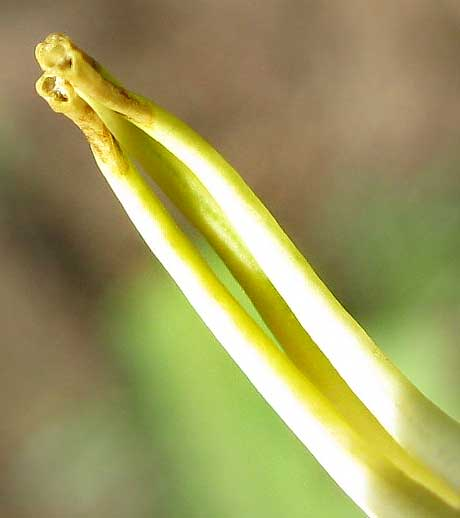
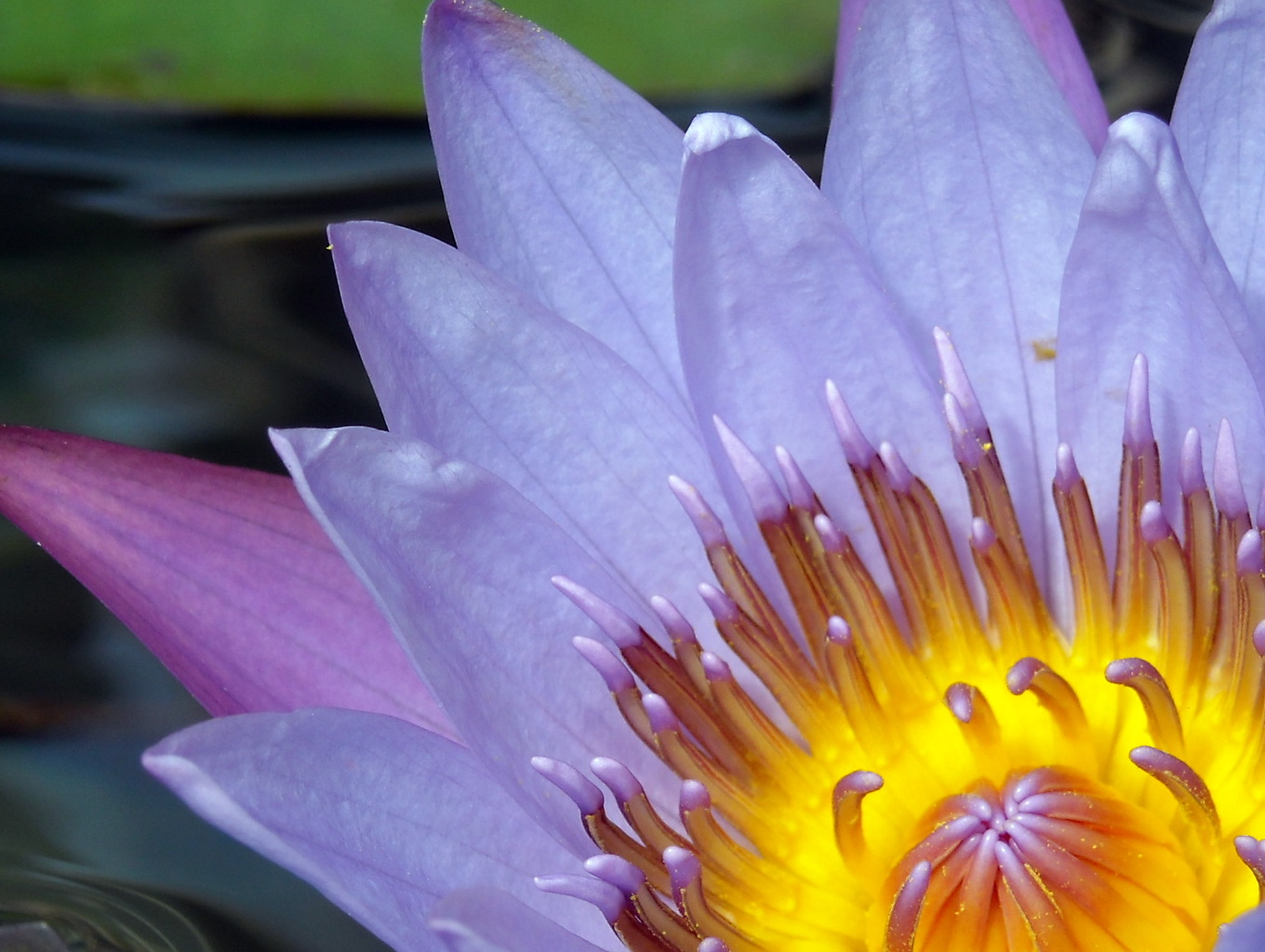